# Sapranthus pinedai
La anona de montaña (Sapranthus pinedai) es una especie de anonácea endémica del bosque nuboso de Guatemala y El Salvador.

## Descripción

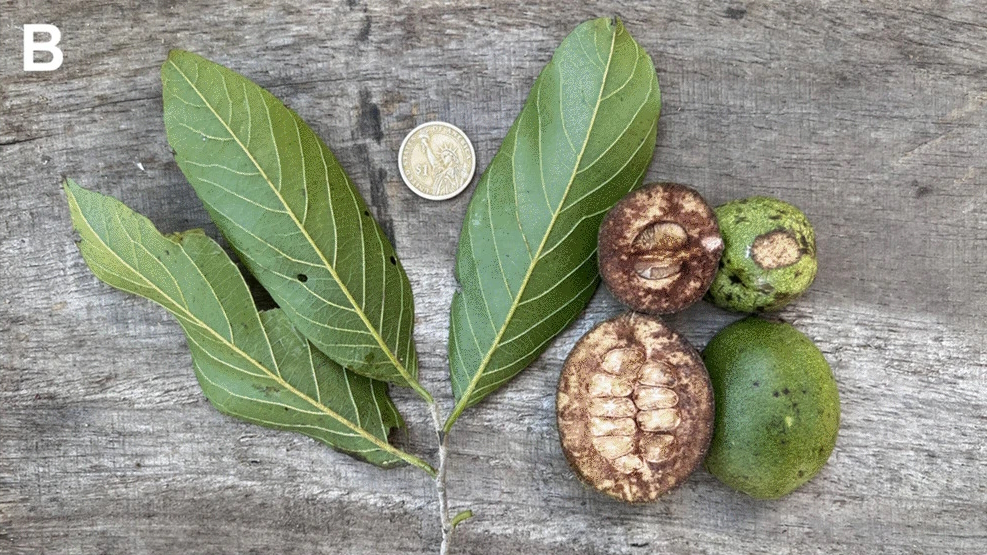
Vista del una rama, frutos inmaduros de la anona de montaña comparados con una moneda de un dólar estadounidense.

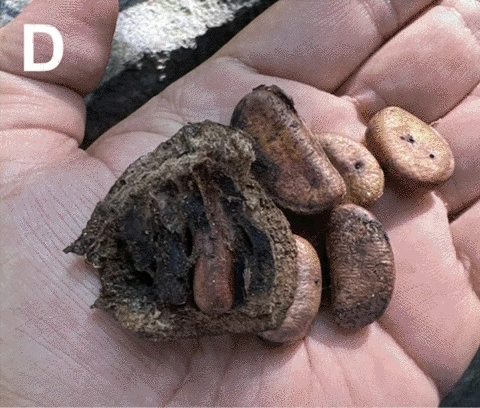
Vista de las semillas de la anona de montaña.

Similar a Sapranthus microcarpus y Sapranthus campechianus, pero diferenciándose de ambas especies por sus hojas esencialmente glabras, pedicelos cortos, menos carpelos, más óvulos por carpelo, óvulos biseriados, frutos sésiles más grandes con testa gruesa y por sus varias semillas que van de semilunar a en forma de cuña.
Árboles de 10 a 20 m de altura y 40 cm de diámetro y siendo la especie más robusta de su género; ramitas jóvenes, hojas tiernas y pecíolos densamente cubiertos de pelos dorados adpresos y erectos, pronto glabros, ramas a menudo cubiertas de verrugas puntiagudas y lenticelas, grisáceas in vivo. Hojas con pecíolos de 4 a 10 mm de largo y 1 mm de diámetro; lámina elíptica, 6–18 cm de largo, 3–8 cm de ancho, ligeramente coriácea a cartácea, verde oscuro brillante arriba, verde oscuro abajo, glabra arriba, excepto con pelos marrón dorado en la base de la vena primaria, esencialmente glabra abajo, con solo una pocos pelos castaños dorados dispersos en las venas, generalmente verrugosos, luego con puntos negros debajo; base de obtusa a redondeada (raramente aguda), ligeramente decurrente; ápice agudo a acuminado (acumen de 5 a 10 mm de largo); venación débilmente broquidroma, vena primaria impresa arriba y canaliculada hacia la base, fuertemente elevada abajo, venas secundarias de ocho a diez a cada lado de la vena primaria, ligeramente elevada arriba, fuertemente elevada abajo, con domatias de bolsillo debajo en las axilas entre la secundaria y la primaria venas, venas terciarias ligeramente percurrentes, venas primarias y secundarias amarillas in vivo. Indumento de la inflorescencia, pedúnculos, pedicelos y lado externo de las brácteas y sépalos densamente a escasamente cubiertos con pelos adpresos y erectos, de color marrón dorado, pétalos escasamente, con la mayor densidad de pelos en la nervadura de los pétalos. Inflorescencia monofloral, con hojas opuestas o raramente en la parte sin hojas de las ramas (ramifloria); pedicelos (incluido el pedúnculo) de 10 a 15m m de largo, hasta 1 mm de diámetro, hasta 20 mm de largo y 3 a 4 mm de diámetro en el fruto; bráctea frondosa, de forma ovada a estrechamente triangular en la flor, orbicular en el fruto debido a la abscisión del ápice de la bráctea, de 4 a 8 mm de largo, de 2 a 3 mm de ancho. Flores colgantes, trímeras; sépalos tres, libres, claramente con cuatro a seis nervios, de ovados a triangulares, de 5–10 mm de largo, de 3–5 mm de ancho, extendiéndose a reflexos; pétalos seis, libres, en dos verticilos subiguales, estrechamente ovados a triangulares, aristados en el ápice, de 20 a 30 mm de largo, de 4 a 6 mm de ancho, pétalos internos membranosos, rojos, de cinco a seis venas, con un rubor amarillo crema en la base interior, también con 6 crestas separadas por cinco surcos (los cuerpos alimenticios) encima del rubor; carpelos 6–8, 1,5–2 mm de largo, ovario densamente cubierto con pelos adpresos, óvulos de siete a doce, en dos filas, estigma subgloboso a elipsoide, 0,5–1 mm de diámetro, escasamente cubierto con pelos adpresos, amarillo durante la antesis; estambres alrededor de 50, 1–1,5 mm de largo, extrorse, filamento muy corto, parte apical del conectivo expandido sobre las tecas, en forma de escudo, elipsoide a angulado, glabro, rojo durante la antesis. Monocarpos de cuatro a siete, verdes, subglobosos a elipsoides, 40–80 mm de largo, 30–60 mm de ancho, pared de 10–20 mm de espesor, estípites de hasta 0,5 mm de largo (casi sésiles), superficie lisa, inicialmente densamente cubierta de ramas erectas y pelos adpresos, glabrescentes. Semillas de diez a once por monocarpo, en dos hileras, de semilunar a cuneiformes, de 20 a 26 mm de largo, de 10 a 15 mm de ancho, de 0,5 a 0,8 mm de alto, ruminaciones laminadas.
Las flores de la anona de montaña carecen del típico olor desagradable registrado en varias especies de Sapranthus. Sin embargo, se ha mencionado que tanto las flores como las hojas tienen un leve “olor a mar” (posiblemente debido a las aminas), y con frutos inmaduros de abril a junio y con pocas flores y frutos maduros en diciembre.

## Etimología
Esta especie recibe su nombre en honor a  Luis Armando Pineda Peraza (n. 1982) del Ministerio de Medio Ambiente y Recursos Naturales de El Salvador. Luis Pineda ha trabajado por la preservación de los bosques occidentales de El Salvador, en el lugar de la localidad tipo de esta especie.

## Usos
Esta especie se utiliza como árbol de sombra para cafetales, pero debido a la poda constante, los individuos que crecen en cafetales no superan los 15 m de altura.

## Distribución, hábitat y estado de conservación
Solo se conocen dos subpoblaciones de Sapranthus pinedai, las cuales están ubicadas dentro de un fragmento discontinuo de bosque nuboso montano en la frontera entre Guatemala y El Salvador. Ambas subpoblaciones aparecen aisladas entre sí por más de 85 km². El área de ocupación (AOO) de Sapranthus pinedai se estimó en 8,0 km², lo que sugiere una distribución general muy restringida. Sin embargo, en la localidad tipo, la especie se utiliza como árbol de sombra para cafetales y mediante esta actividad se ha preservado durante casi treinta años desde sus primeras colecciones. Con base en lo anterior y de acuerdo a los criterios establecidos por la UICN, es posible determinar tentativamente que la especie se encuentra En Peligro.